# 少年駭客
《Ben 10》為美國時代華納公司旗下卡通頻道工作室（英語：Cartoon Network Studios）的電視動畫，於2005年推出，是Ben 10系列主劇情的第一套系列作，原譯《少年駭客》。

## 故事簡介
10歲的小班在暑假第一天，與爺爺馬克、堂妹小玟在郊外露營發現從天而降Omnitrix，讓他擁有變身成十種以上外星英雄的能力，每一個英雄都有獨特的神奇力量，自此，小班成為一個超級英雄，肩負起保衛世界的任務。「什麼是英雄？」一直是這整部探討的主題。
如果一集的開場動畫出現漫畫圖像，代表這一集的劇情只是另一種假設，現實劇情系列並沒有真的發生。《Ben 10,000》和《Ken 10》兩集敘述未來的劇情，只是表示這些是未來的其中一種可能，不代表以後必然如此發展的。

## 登場角色

### 主要
- 田小班（Ben Tennyson，全名Benjamin "Ben" Kirby Tennyson）

配音：塔拉·史壯Tara Strong（美國）；詹雅菁（第一版，僅播前兩季）／杨凯凯（第二版）（台灣）；冠野智美、落合弘治（日本）
是個10歲的男孩，喜歡玩電玩、騎單車、滑滑板、看漫画與卡通。有點頑皮；不喜歡讀書，但考試會用取巧的方式過關。初次登場為第1集。
在一次與馬克爺爺和田小玟的旅行當中，找到Omnitrix，一個能夠變身成十個外星英雄的裝置。自此肩負困難艱辛的保衛世界任務，有時候也常用此能力來捉弄小玟，但生活其實沒有太大分別。
相當迷狂暴相撲系列的作品，無論漫畫、電影和遊戲，但相當諷刺的一點是，由他變身的外星英雄在暑假期間聲名大噪，反而使狂暴相撲的宣傳活動失去版面而銷售量下滑。對袋鼠將軍俠系列的電影也有相當偏好，從小就愛看，不過有次在遊樂園看袋鼠將軍俠的實境表演，同時看到電影界比較不堪的一面。
在學校常被凱斯和小傑欺負。
最不願意去的地方是學校的置物櫃，因為裡面有他擺放多年沒收的發臭衣物。
- 田小玟（Gwen Tennyson，全名Gwendolyn "Gwen" Tennyson）

配音：Meagan Smith（美國）；陶敏嫻（第一版，僅播前兩季）／许淑嫔（第二版）（台灣）
與田小班同齡的堂妹，連生日都在同一天。初次登場為第1集。
優點是對做每件事情都有完善計劃，特別是田小班對付敵人的方式。擁有輕便電腦，可以測看人事物及介紹Omnitrix的用途。另外對外太空和地球的各種科技都暸如指掌，而且拿手於空手道，第29集陰錯陽差下搶走邪咒魔女的魔法書之後開始學習魔法。
經常為了帶田小班脫離危險和不理會意見忠告而感到煩惱。
第17集有平行劇情，假設時間回到暑假第一天，並改成由小玟取得Omnitrix會發生什麼事。
- 田馬克爺爺（Grandpa Max Tennyson，全名Maxwell "Max" Tennyson）

配音：Paul Eiding（美國）；梁興昌（第一版，僅播前兩季）／徐健春（第二版）（台灣）
小班和小玟的爺爺。雖然年事已高卻身手了得，頭腦聰明，每做一件事都經深思熟慮。經常發明極強武器，幫助小班，喜歡帶著他們冒險和吃奇異食物（小班更希望可以帶他走傳統公路旅行）。初次登場為第1集。
以前受過軍方訓練，經常分享他的艱難生活兼指導田小班成為出色英雄，但都是經過多次意外後，才被小班和小玟注意，追問之下馬克爺爺才稍微透漏自己曾經是執行各式各樣特殊任務的「水電工」。
以前曾與魔賈斯交手過，和魔賈斯完全對立。宿敵還有古老神秘的組織永恆武士。

### 友方
- 阿茲米斯（Azmuth，初次登場-Ben 10電影版 變身之謎）

配音：于正昇（台灣）
蓋文星人，Omnitrix的發明者。當Omnitrix進入自毀模式，小班經過鑽金鋼輾轉找到他。他發明Omnitrix原本的目的是希望促進物種之間的了解，但是看到智慧物種之間的爭鬥而避居不問世事。受到小班的影響而改變。
- 肯尼（Kenny）（初次登場-第46集）

配音：許淑嬪（台灣）
小班的兒子，十歲生日時從小班得到Omnitrix當生日禮物，根據官方設定，是小班與凱伊所生。凱伊是小班在第三十一集遇到的原住民女孩，也是小班的初戀，外星狼人獸就是在那一集登場。凱伊當時沒有在未來登場，是因為到了暗影領域，進行外交任務，暗影領域也就是魔賈斯的母星所在的星系。肯尼登場於第四十六集，並認識凱文的兒子達夫。
- 沙琳（初次登場-第39集）

配音：魏晶琦（台灣）
馬克年輕時的舊識。運送Omnitrix的時候太空船遭到魔賈斯襲擊失去動力，因此將Omnitrix發射到地球，自己則進入冬眠模式。被地球人從冰層中挖出以後甦醒過來，拜訪馬克時發現她原本要給馬克的東西戴在小班手臂上。後來魔賈斯的機械怪發動攻擊並抓走馬克，沙琳教小班運用Omnitrix變身噁爆蛙化解危機。
超能力：以紫色光束控制物品
- 小柏（初次登場-第47集）

配音：魏晶琦（台灣）
小柏的祖父和馬克同樣是天工會成員，馬克受委託到夏令營去接他。他看到小班和小玟在爭奪入場券，對他們謊稱自己有兩張票。他有能力憑意念組裝與操作機械，也知道Omnitrix的事。在和馬克、小班與小玟同行的時候，遭遇由永恆魔王組織的十惡不赦幫。
- 泰妮（初次登場-第19集）

配音：汪世玮（台灣）
女性泰卓曼人，银河系义勇军成员之一。和小班合作時曾經被小班變身的泰卓曼人型態（四手霸王）吸引，後來迷上神腦通。
- 蕭船長（初次登場-第3集）

配音：楊少文（台灣）
暱稱老蕭，一名船長，曾載過小班，致力發掘克拉肯，發現克拉肯的蛋。
- 阿茲米斯的父親（初次登場-Ben 10 3D電影版 殲滅外星怪）

本名不詳，由於初登場時穿著阿茲米斯發明的巨變怪盔甲，因此讓小班他們誤以為他是變形怪。雖然他是阿茲米斯的父親，但其實他的真面目看起來比阿茲米斯還年輕。
- 史提隊長（初次登場-第16集）

配音：孫德成（台灣）
外星生物抗暴部隊的隊長。凱文利用吸取Omnitrix的能力變身到處惹事，史提曾經把小班當凱文。最後在小班和凱文交戰的時候認清凱文才是到處製造混亂的元兇，下令攻擊凱文。
- 石山橫綱（初次登場-第32集）

配音：符爽（台灣）
狂暴相扑电玩的电玩主角，是小班最崇拜的偶像，小班早餐的玉米片也是以他為包裝盒主題。
- 神脑通（初次登場-第19集）

配音：于正昇（台灣）
会使用念力，飛行，心靈感應可以聽見別人的想法，电磁波。银河系义勇军成员之一。
- 终极超人（初次登場-第19集）

配音：吳文民（台灣）
眼睛能发射热射线，惧怕巧克力。個性上一板一眼，什麼事都必須照著規章去做，還有無法拒絕別人的缺點，所以接受了小班的巧克力。银河系义勇军成员之一。
- 灭绝郎君（品种：迪卓拜星人）（初次登場-第18集）

配音：于正昇（台灣）
在太空鬥技場的奴隸鬥士之一，原本的冠軍，其他鬥士都很怕他。在後來的比賽被小班和凱文聯合打敗，但是小班阻止凱文殺死他，他就對小班宣誓效忠。在大家要逃離鬥技場時凱文要親手殺死小班，他就回頭和凱文纏鬥，讓小班得以逃脫。
超能力：控制金屬、發射金屬射線、與金屬共存、吸收金屬
- 鑽金鋼（Tetrax Shard）（初次登場-第5集）

配音：康殿宏（台灣）
佩卓沙平星人，和鑽石戰神同族。以前是傭兵，後來為魔賈斯工作間接造成自己族人滅亡而自責。在《Hunted》首度登場，和六六怪、魔卡納一起受魔賈斯雇用從小班奪取Omnitrix，但本身另有打算。到地球以後向小班透露自己是來幫助他的，並告訴小班要懂得運用外星人的特色而非一味靠蠻力。幫助小班擊敗六六怪和魔卡納以後，留下自己的懸浮版給小班並離開。這個懸浮板後來在小班與董悟博士的戰鬥中被毀。
在《Ben 10 變身之謎》再度登場。由於小班和董悟博士的戰鬥中啟動基因炸彈的影響，導致Omnitrix的自毀模式啟動。如果不加以處理，Omnitrix自毀的爆炸足以摧毀宇宙。鑽金鋼偵測到自毀訊號而再次到地球，帶小班去找Omnitrix的發明者，小玟也偷偷溜上他的太空船。太空船駕駛員是一隻稱為咕嚕古的泥狀生物，受到物理傷害可以自行復原，但是怕能量傷害。鑽金鋼先是帶大家往監獄星球陰克西卡遇到瑪亞絲，後來才前往尋找Omnitrix的真正發明者阿茲米斯。當小班提到自己用Omnitrix都是在幫助別人，鑽金鋼質疑小班是因為那些行為是對的而做還是只是想搏得稱讚，並告訴小班自己的過去。

### 敵方
- 魔賈斯（品種：Chimera Sui Generis，Vilgax，初次登場-第1集）

配音：史蒂夫‧布朗(Steve Blum)（美國）；徐健春（台灣）
他的頭長得像章魚，田小班的頭號敵人，全宇宙最邪惡的魔頭，有力量形態與速度形態，經常想盡辦法搶奪Omnitrix，有侵略整個宇宙的野心，在第一集擊中運載Omnitrix的太空船。由於Omnitrix落入小班手中，多次攻擊小班。在第二季最後一集（第26集）時與凱文合作搶Omnitrix，結果被困在虛無零界裡，更在電影版的《變身之謎》被小班丢入太空，但是並沒有死，到《Ben 10外星英雄》才回歸。在第47集有小班家祖孫三代和魔賈斯交戰，並將其消滅的平行劇情。現實的魔賈斯要在初次遇到小班的二十年以後才會真的被消滅。
- 十不像凱文/李凱文（Kevin Leven，初次登場-第7集）

配音：Charlie Schlatter/Michael Reisz（美國）；李明幸（第一版，僅播前兩季）／汪世瑋（第二版）、陳宏瑋（第二版，十不像狀態）（台灣）
本來是個可隨心所欲吸收任何能量的不良少年，曾在與小班初次見面時被小班當好朋友。後來試圖搶劫火車被小班阻止，又吸收Omnitrix的能量小班多數外星英雄的所有能力，並且要對小班報復。在頻繁變身以後能力逐漸失控，變成各種外星人特徵拼湊的怪物無法復原。和魔賈斯合作對付小班，之後也和魔賈斯一起被困在虛無零界。
在《Ben 10,000》的平行世界(可能性未來)，成年後的凱文仍常被關在虛無零界。即使多次逃脫，最後總是被逮捕送回去。成年凱文已經可以自由恢復地球人形體，因為他在未來已經掌握了【完全吸收】，且由於小班將不同種類的外星人送到虛無零界，讓他得以擁有更多種類的外星人基因。他在成年後不需要變身就可以直接使用外星人的超能力。成年的凱文在其中一次逃獄到土星殖民地建立家庭，達夫就是在那裡出生。
- 沙布林諾（初次登場-第27集）

配音：楊少文（台灣）
催眠師，會利用手中的懷表催眠對象。小班曾經和大家一起被催眠而利用Omnitrix變成外星人和大家為他偷零件，讓他可以組裝巨型催眠裝置。當他啟動巨型催眠裝置控制眾人為他掠奪大商場時，被小班變成的野魔藤阻止。
- 羅嬌   (初次登場-第8集)

配音：魏晶琦（台灣）
第8集登場時在抢运钞车，意外與魔賈斯派出的機械怪合體得到超越一般人的能力。在魔賈斯脅迫下幫助魔賈斯奪取Omnitrix，最後被打敗，合體的機械怪也被摧毀。官方設定暗示第39集小班等人擊敗魔賈斯派出的機械怪後，她又取得與機械怪合體的機會。最後得到永恆魔王提供的機械科技，並加入十惡不赦幫。
- 克藍西   (初次登場-第12集)

配音：楊少文（台灣）
綽號怪蟲叔叔，有能力操縱昆蟲照自己的指示行動。為了阻止房子被拆除綁架議員，更試圖破壞核能電廠，被感冒的小班阻止。被小班打敗後受到董悟博士的基因改造，外形更接近昆蟲並加入十惡不赦幫。
- 維多博士（Vicktor，初次登場-第37集）

配音：符爽（台灣）
也是鬼影的一个手下，任務是混入太空總署發射衛星。OMMITRIX掃描到其DNA後，將手錶內的川西爾人DNA解鎖。
- 董悟博士（Dr. Aloysius Animo，初次登場-第2集）

配音：李香生（台灣）
是個喜歡製造突變生物的瘋狂科學家，想企圖利用Omnitrix將全世界的生物進行突變。原本是個前途看好的生物學家，但是做的實驗都是一些亂七八糟的基因改造實驗，在沒有得獎後性情大變。多次犯罪被小班阻止，並送去坐牢。另外從克藍西學會操縱蟲子的能力，在電影版的《變身之謎》展現出來。
- 約那梅爾（初次登場-第3集）

配音：林谷珍（台灣）
自稱魚友協會的人，其實是到處獵殺動物的惡棍。
- 小丑桑多索（初次登場-第9集）

配音：魏伯勤（台灣）
一個奇怪的小丑,手下有「光頭霸」、「蛇髮女」和「臭酸怪人」，想吸取人們的快樂,但被小班破壞。
- 光頭霸   （初次登場-第9集）

配音：林谷珍（台灣）
原本是桑多索的手下,後加入十惡不赦幫。力量跟四手霸王不相上下。
- 蛇髮女 （初次登場-第9集）

配音：魏晶琦（台灣）
原本是桑多索的手下,後加入十惡不赦幫。可以讓頭髮像蛇一樣攻擊。
- 臭酸怪人   (初次登場-第9集)

配音：陳宏瑋（台灣）
原本是桑多索的手下,後加入十惡不赦幫。他呼出來的口氣帶有腐蝕性。
- 奪魂使威魔克 （初次登場-第18集）

配音：林谷珍（台灣）
太空鬥技場的駕駛與主人，從不同星球抓鬥士來娛樂觀眾。小班和凱文在一次衝突中被威魔克發現，並抓去當奴隸鬥士。最後小班和凱文聯手擊敗威魔克。
- 狼人（Werewolf）（初次登場-第31集)

鬼影的手下之一，OMMITRIX掃描到其DNA後，解鎖手錶內的羅伯獸DNA，任務為收集天線以接收鈳鉻石能量。
- 木乃伊（Mummy，初次登場-第35集）

鬼影的另一個手下，任務為收集鈳鉻石。OMMITRIX掃描到其DNA後，解鎖手錶內的賽庫弗人DNA。
- 幻空（品種：克隆米亞星人，Eon）

在1800年代被天工會封印，後來逃走，並一度控制田小班身體，後被消滅。
- 邪咒魔女（Charmcaster，初次登場-第22集）

配音：詹雅菁（台灣）
是魔法師駭屍（Hex）的姪女，剛開始幫助駭屍逃出監獄和恢復之前被小玟打碎的魔石，中途假意向小玟投降，趁小玟卸下心防將魔石偷走，更背叛他叔叔（駭屍），企圖將魔石的力量據為己有，但被小班及時阻止，最後她與駭屍的部份魔力一起被剩下的魔石吸走。想要用交換身體的咒語從小班奪取Omnitrix，陰錯陽差下讓魔法書落入小玟手中，也因此讓小玟開始會用魔法戰鬥。
- 六六怪 （初次登場-第5集）

身著機械裝甲的外星人，名稱來自其配槍口徑。本身不會說地球語。
- 魔卡那 （品种：迪卓拜星人）（初次登場-第19集）

也叫火神怪，與六六怪被雇佣去偷取X元素。
- 克拉肯（初次登場-第3集）

為湖中大水怪，被四手霸王發現，蕭船長一直想找到他，但因為他的蛋被約那梅爾奪走，於是想報仇，搶回那些蛋。
- 濟斯卡（Zs'Skayr）

配音：林谷珍（台灣）
逃出Omnitrix的鬼影，是高等的伊克透瑞星人，具備發射詭異紫色光束與附身的特殊能力。魔賈斯的偵查艇墜落後，他從偵查艇的電腦資料庫得知Omnitrix的存在。由於此外星人的記憶會存留在DNA中，所以鬼影在Omnitrix中還保留自我意識，在第24集從Omnitrix中逃了出來，且獲得附身這項能力，並指使怪胎三人組（The Circus Freaks）企圖奪取Omnitrix的力量，逃離Omnitrix後害怕陽光的輻射，因而需要小班的身體，只是在變身狀態無法被附身，接著被太陽光燒成灰燼。後來於第37集在它的手下木乃伊（mummy）、狼人（Werewolf）和維多博士（Vicktor）協助下再一次復活，並奪取鈳鉻石，企圖控制地球。最後於第38集再次被太陽光燒成灰燼，再度被Omnitrix封印。在Ben 10 外星英雄劇情中被魔贾斯由某處監獄释放出来，但反而侵略了魔贾斯的星球。
- 駭屍（Hex，初次登場-第10集）

配音：Khary Payton（美國）；康殿宏（台灣）
是邪咒魔女的叔叔。一開始要奪取阿卡米達咒語寶典先後被小班和小玟阻止，並被送去坐牢。在邪咒魔女協助下越獄後想取回魔法石的力量，卻在最後遭背叛。在佛羅里達想要飲用青春之泉恢復年輕，意外變成嬰兒，青春之泉也被小班摧毀。雖然青春之泉的效力是暫時的，必須不斷飲用泉水才能保持年輕，但是在Ben 10故事結束為止一直沒有他繼續活動的跡象。在那一集，小班也喝了青春之泉，小班与他的外星英雄也变年轻了。
- 永恆魔王崔斯可（Forever King/Driscoll，初次登場-第40集）

配音：林谷珍（台灣）
原是天工會的成員，但後來企圖奪取超能量而叛變，之後成為美國區永恆武士的首領，並率領董悟博士和邪咒魔女等壞蛋組成「十惡不赦幫」。
- 伊魔克（Enoch，初次登場-第11集）

配音：孫德成（台灣）
外貌猶如中世紀騎士。他專門利用外星際科技，並企圖統治全世界，為永恆武士的一員，是永恆魔王的手下。
- 永恆武士（Forever Knight）

永恆武士最早是在中世紀時期組成的，原以屠龍為目標，這個秘密組織專做非法外星科枝的買賣。

### 組織
- 水電工

成員：馬克……
地球政府祕密組織，負責阻止與地球有關的星際犯罪
- 魚友協會

成員：約那梅爾……
保衛動物的組織，實際上是走私野生動物
- 永恆武士

成員：崔斯可、伊魔克、永恆武士……
為永恆武士創辦，更進階的組織
- 十惡不赦幫

成員：桑多索、董悟、邪惡魔女……
由永恆魔王創立，銀河罪犯的集散地

## 外星英雄

### 十大外星英雄
- 火焰人（品種：派羅奈星人，Heatblast，初次登場-第1集）

配音：史蒂夫‧布朗（美國）；（台灣）
居住在太陽的外星人，可以控制火，所以他滅火的速度就和放火一樣，流的鼻涕也会着火，能夠在蓄积火焰后将其以火球的形式投出去，威力大到只要一发就能够烧毁整片森林，甚至有著開啟火風暴傳送的能力，在第12集，小班患上感冒，火焰人變成了有冰凍能力。
- 超能獸（品種：瓦平曼瑟星獸，Wildmutt，初次登場-第1集）

外型酷似野獸，不像人類，也缺乏说话能力。超能獸是像野獸的外星人，雖然沒有視覺，但擁有異於尋常的肌力，以及強化的嗅覺，聽覺和味覺还有触觉。他也可以從背上發射鋼毛（成年時鋼毛會掉落）。感冒時會變得沒有方向感，因為會影響嗅覺。
- 鑽石戰神（品種：佩卓沙平星人，Diamondhead，初次登場-第1集）

配音：徐健春（台灣）
與其說是全身由鑽石組成，不如說是一個活生生的鑽石，由身上各處伸出鑽石，接觸到地板時也可以讓鑽石由地板竄出。身上的鑽石具高反射性與高承受性，身體由高速生長性的堅硬礦物組成。弱點是超音波，被超音波攻擊身體會裂開。根據同族成員鑽金剛的說法，他在年輕時作為傭兵背叛了自己的母星，為了財富而協助魔賈斯將其毀滅，不過後來在《Ben 10：外星英雄》的篇章中將其恢復。
- 快閃之星（品種：奇那快閃族人 Kineceleran，XLR8，初次登場-第1集）

配音：（台灣）
外形酷似迅猛龍的外星人，能利用足部的球狀物控制摩擦力，來達到時速800公里，移動時會闔上有藍色的X字樣的黑色面罩。
- 小奇兵（品種：蓋文星人，Grey Matter，初次登場-第2集）

配音：（台灣）
智力超高的物種，他的小聰明替小班佔了不少便宜。值得一提，Omnitrix發明者-阿茲米斯也是蓋文星人。當小班變成小奇兵的時候，因為思考能力提升，就算小班原本不懂機械學，看見機械時依然能夠快速掌握其構造。
- 四手霸王（品種：泰卓曼人，Four arms，初次登場-第2集）

配音：林谷珍（台灣）
要是小班需要摧毀，丟東西或是海扁任何東西的話，四手霸王就是他要選的英雄。有著12英尺高的魁梧身材，這個令人畏懼的四手外星人，可以用他無敵的力量懲罰對手，盔甲般的外皮還可以保護他不受到傷害。
- 滑翔金剛（品種：Lepidopterran，Stinkfly，初次登場-第2集）

配音：（台灣）
在空中滑翔的大型蒼蠅，有四顆可以往不同方向看的眼睛，360度的視力，薄翅遇水會無法飛行，吐出的黏液可以用來滅火，也能吐出非黏液的易燃毒素，異常鋒利的尾巴可以用來劈擊。
- 大鋼牙（品種：皮西斯佛倫人，Ripjaws，初次登場-第3集）

配音：孫德成（台灣）
利爪和尖牙是他最大的武器，头上有探照灯，雖然水陸兩棲，但是比較偏好水性，若是身體濕度過低則會全身無力，在路上用來行走的雙腳在水中會變成尾鰭。
- 變形怪（品種：蓋文星變形體，Upgrade，初次登場-第4集）

配音：楊凱凱（台灣）
能與各類電子系統合成並將之升級，由液態金屬構成，黑色底層上有根電路板類似的綠色條紋，身體可以轉換成電子，电子化后能进入到电脑或游戏的世界，圓形的眼睛可以發射綠色光線，由蓋文星人(阿茲米斯)創造，由奈米機器組合而成，屬於機械有機生物。在監獄星球陰克西卡也可見其行蹤，但不是以囚犯的身份，而是監獄計算機系統的維護工程師。
- 鬼影（品種：伊克透瑞星人，Ghostfreak，初次登場-第4集）

配音：史蒂夫‧布朗（美國）；林谷珍（台灣）
可以隱形並穿透牆壁，是所有外星英雄當中最令人感到毛骨悚然的（包括小班自己在內），第24集時逃出Omnitrix，企圖附身田小班以控制Omnitrix，但都被阻撓。於第27集起op片段中的鬼影被替換成了轟天雷。

### 其他外星英雄
- 轟天雷（品種：佩拉洛塔人，Cannonbolt，初次登場-第15集）

配音：（台灣）
早期臺灣翻譯為砲彈王，是小班最早意外解鎖Omnitrix出現的外星人，身體可滾成圓球狀撞擊敵人。滾成圓球時，雖然外殼堅硬但內部相當柔軟，可保護包在內部的目標不受撞擊傷害。
- 野魔藤（品種：草本拉那人，Wildvine，初次登場-第20集）

配音：魏伯勤（台灣）
早期臺灣翻譯為植木人，是小班意外解鎖Omnitrix而出現的外星人，身體可無限延伸，也可從身上拋擲胞子或囊袋。
- 嘯天狼（品種：羅波獸，Benwolf，初次登場-第31集）

配音：夏治世（台灣）
別名：狼人獸，是Omnitrix因接觸到鬼影手下的外星狼人獸，為什麼會緩慢變身而不是一次變身，是因為OMNITRIX被狼人獸的抓到，陷入了變身和採樣模式中間來回變換，而解鎖本來就在手錶內的羅波獸DNA所形成的外星英雄，可從嘴巴放射超音波，而且幾乎什麼都吃。
- 木乃伊（品種：賽庫佛人，Benmummy，初次登場-第37集）

配音：孫德成（台灣）
是Omnitrix因接觸到鬼影手下的木乃伊，而解鎖本來就在手錶內的賽庫佛人DNA所形成的外星英雄，身体伸缩自如，手腳能伸出繃帶，是宇宙中唯一不需要防護就能處理鈳鉻元素的外星人（因為賽庫佛人平常就住在高放射性鈳鉻元素的環境下）。
- 電磁猛男（品種：川西爾人，Benvicktor，初次登場-第38集）

配音：林谷珍（台灣）
Omnitrix因接觸到鬼影手下的維多博士，而解鎖本來就在手錶內的川西爾人DNA所形成的外星英雄，可以吸收並發射電光。
- 噁爆蛙（品種：吞食星人，Upchuck，初次登場-第39集）

配音：魏伯勤（台灣）
是沙琳幫小班解鎖Omnitrix出現的外星人，会吐出三根或四根绿色的像触手的舌头，可以吃下任何東西（包括自己的星球），消化後從口裏發射子彈，攻擊敵人。值得一提，噁爆蛙不會吃普通食物，因為覺得很難吃。
- 迪多（品種：史普力遜人，Ditto，初次登場-第41集）

配音：杨凯凯（台灣）
是小班意外解鎖Omnitrix而出現的外星人，有分身能力，分身是实体不是残像。值得一提，當分身距離本體太遠時，會變不回來，雖然可以增長變身時間，但會消耗大量能量。
- 大眼怪（品種：Opticoid，Eye Guy，初次登場-第48集）

配音：魏伯勤（台灣）
是小班意外解鎖Omnitrix而出現的外星人，身上有數都數不清的眼睛（只有人類長眼睛的地方沒長眼睛），可透過身上的眼睛射出雷射光、極凍光和熱熔光。
- 超巨人（品種：圖庫斯達人，Way Big，初次登場-第46集）

配音：李香生（台灣）
阿茲米斯解鎖的Omnitrix內圖庫斯達人DNA，而出現的外星英雄，是所有外星英雄當中最巨大的一個。只在Ben 10電影版 變身之謎及未來（Ben 10,000）還有(BEN10 殲滅外星怪)中出現過，是宇宙中極為少有的品種。超巨人並沒有自己的母星，本身是由罕見的宇宙物質構成。（在動畫電影版中，發明Omnitrix的人阿茲米斯曾經直接讓小班使用）
- 吐吐獸（Splitter，初次登場-第27集）

超能力是噴出黏液，他的噁心程度甚至可以和噁爆蛙相提並論。
- 亞多米（Atomix）

別名：原能金剛，只有在劇中提及，白色配上綠色相間的機器人身形，胸口及腰部都有著Omnitrix的標誌，手腕、頭部、肩膀和胸部的缸套內流動著綠色的能量。本身的力量巨大的異常，連終極神力暴龍都不是對手，能夠產生高熱輻射將周圍的事物熔毀以及能夠發射出原子能量產生大規模的破壞，不僅能夠飛行而且還能產生核爆。
- 托比（Toepick）

只有在劇中提集，哥布林的外型，頭部帶著可以遮住其臉部的頭盔，其能力是任何看見他臉孔的生物，都會看到其最可怕的噩夢。最初小班的兒子肯尼覺得托比噁心到想吐，因此主動要求小班把托比換成了小奇兵
- 沙霸（Sandbox）

別名：沙天王，擁有可以捲起強大沙塵暴的能力，(原案非正統設定)。班哥都是為了肯尼逃命用所準備的。
- 鐵頭王（Shellhead）

擁有無懈可擊的外骨骼，能夠以很高的速度鑽入地球(原案非正統設定)。班哥都是為了肯尼逃命用所準備的。
- 那個光（品種:諾斯迪恩星人,Megawhatt，Buzzshock，初次登場-第6集）

別名：小電怪，可以自由操縱電力，並可以高速進入任何一種形式的電源。
- 蛇金剛（Snakepit）

能夠從眼睛射出能夠讓對方石化的激光，但效果只是暫時的(原案非正統設定)。班哥都是為了肯尼逃命用所準備的。
- 急凍蜥蜴（品種：Polar Manzardills，Arcticguana，初次登場-第27集）

頭部像鯊魚但是可以用雙足站立，兩隻手像爪子。可以從口中噴出寒風冰凍目標。
- 幻空（品種：克隆米亞星人，Eon)（初次登场-Ben 10真人版电影 超时空圣战）

有操縱時空的能力，以及些微的控制機械的能力。除了進行時空旅行與任意調整目標的時間流逝，還可以製造幻象。母星原本是個充滿生機的星球，但是因為克隆米亞星人操縱過於強大的力量而帶來毀滅。

## 每集主題
| 集數 | 主題（英文）                        | 台灣官方譯名     | 季( 美國集數 )      |
| ---- | ----------------------------------- | ---------------- | ------------------- |
| 01   | And Then There Were 10              | 我變我變我變變變 | Season 1 -Epsode 01 |
| 02   | Washington B.C.                     | 史前華府         | Season 1 -Epsode 02 |
| 03   | The Krakken                         | 大水怪           | Season 1 -Epsode 03 |
| 04   | Permanent Retirement                | 異形銀髮族       | Season 1 -Epsode 04 |
| 05   | Hunted                              | 大獵殺           | Season 1 -Epsode 05 |
| 06   | Tourist Trap                        | 就是那個光       | Season 1 -Epsode 06 |
| 07   | Kevin 11                            | 壞小子           | Season 1 -Epsode 07 |
| 08   | The Alliance                        | 禍福與共         | Season 1 -Epsode 08 |
| 09   | Last Laugh                          | 魔怪馬戲團       | Season 1 -Epsode 09 |
| 10   | Lucky Girl                          | 幸運女俠         | Season 1 -Epsode 10 |
| 11   | A Small Problem                     | 人小鬼大         | Season 1 -Epsode 11 |
| 12   | Side Effects                        | 蟲蟲危機         | Season 1 -Epsode 12 |
| 13   | Secrets                             | 爺爺的秘密       | Season 1 -Epsode 13 |
| 14   | Truth                               | 真相大白         | Season 2 -Epsode 01 |
| 15   | The Big Tick                        | 宇宙大臭蟲       | Season 2 -Epsode 02 |
| 16   | Framed                              | 揹黑鍋           | Season 2 -Epsode 03 |
| 17   | Gwen 10                             | 變調的故事       | Season 2 -Epsode 04 |
| 18   | Grudge Match                        | 奪魂競技場       | Season 2 -Epsode 05 |
| 19   | The Galactic Enforcers              | 超級戰友         | Season 2 -Epsode 06 |
| 20   | Camp Fear                           | 恐怖夏令營       | Season 2 -Epsode 07 |
| 21   | Ultimate Weapon                     | 終極武器         | Season 2 -Epsode 08 |
| 22   | Tough Luck                          | 惡運臨頭         | Season 2 -Epsode 09 |
| 23   | They Lurk Below                     | 暗藏殺機         | Season 2 -Epsode 10 |
| 24   | Ghostfreaked Out                    | 惡鬼附身         | Season 2 -Epsode 11 |
| 25   | Dr. Animo and the Mutant Ray        | 突變大拼盤       | Season 2 -Epsode 12 |
| 26   | Back With a Vengeance               | 惡魔的復仇       | Season 2 -Epsode 13 |
| 27   | Midnight Madness                    | 迷魂記           | Season 3 -Epsode 02 |
| 28   | Ben 10,000                          | Ben 10,000       | Season 3 -Epsode 01 |
| 29   | A Change of Face                    | 變臉             | Season 3 -Epsode 03 |
| 30   | Merry Christmas                     | 聖誕幻城         | Season 3 -Epsode 04 |
| 31   | Benwolf                             | 嘯天狼           | Season 3 -Epsode 05 |
| 32   | Game Over                           | 激暴電玩戰       | Season 3 -Epsode 06 |
| 33   | Monster Weather                     | 搞怪天氣         | Season 3 -Epsode 07 |
| 34   | Super Alien Hero Buddy Adventures   | 雄幫             | Season 3 -Epsode 08 |
| 35   | Underwarps                          | 異形木乃伊       | Season 3 -Epsode 09 |
| 36   | The Unnaturals                      | 棒球魔軍         | Season 3 -Epsode 10 |
| 37   | The Return                          | 鬼影復生         | Season 3 -Epsode 11 |
| 38   | Be Afraid of the Dark               | 邪不勝正         | Season 3 -Epsode 12 |
| 39   | The Visitor                         | 他鄉遇故知       | Season 3 -Epsode 13 |
| 40   | Perfect Day                         | 完美的一天       | Season 4 -Epsode 01 |
| 41   | Divided We Stand                    | 迪多好麻吉       | Season 4 -Epsode 02 |
| 42   | Don't Drink the Water               | 返老還童         | Season 4 -Epsode 03 |
| 43   | Big Fat Alien Wedding               | 外星人婚禮       | Season 4 -Epsode 04 |
| 44   | Ben 4 Good Buddy                    | 爺爺的愛車       | Season 4 -Epsode 05 |
| 45   | Ready to Rumble                     | 摔角冠軍         | Season 4 -Epsode 06 |
| 46   | Ken 10                              | 虎父無犬子       | Season 4 -Epsode 07 |
| 47   | Ben 10 vs. the Negative 10 (Part 1) | 正邪大戰（上集） | Season 4 -Epsode 08 |
| 48   | Ben 10 vs. the Negative 10 (Part 2) | 正邪大戰（下集） | Season 4 -Epsode 09 |
| 49   | Goodbye and Good Riddance           | 假期結束         | Season 4 -Epsode 10 |

- 美國集數參考http://www.imdb.com/title/tt0760437/episodes （页面存档备份，存于）

　　　　　　　https://web.archive.org/web/20110501023103/http://www.tv.com/ben-10/show/50455/episode.html
- Ben 10電影版 變身之謎（Ben 10: Secret of the Omnitrix），2007年8月10日於美國的Cartoon Network播出；2007年10月22日於英國的Cartoon Network播出；2008年4月5日於台灣的Cartoon Network播出，劇情設定為第4季第9集之後
- Ben 10真人版電影 超時空聖戰（Ben 10: Race Against Time），2007年11月21日於美國的Cartoon Network播出；2008年9月26日於香港的Cartoon Network播出；2008年11月15日於台灣的卡通頻道播出
- Ben 10 外星英雄（Ben 10  Alien Force），2008年4月18日於美國的Cartoon Network播出；2009年1月2日於香港的Cartoon Network播出；2009年1月19日起（週一～四）晚上9：00第一季於台灣的卡通頻道播出
- Ben 10 終極英雄（Ben 10 Ultimate Alien）

2010年10月10日全球同步播出
- Ben 10 全面進化

## 物品
- Omnitrix

小班的超能手錶，以下是關於此裝置的解說。
Omnitrix 由宇宙最偉大聰明的科學家 阿茲米斯 發明，目的是促進宇宙間不同文明和種族的友好交流，以及拯救瀕危種族。這個裝置能讓使用者變身為其他種族，打破種族隔閡，也作為瀕危種族的“諾亞方舟”。在《Ben 10》世界裡，Omnitrix的科技等級是20，而地球上合法的科技等級只有2級以下。
(Omnitrix最強大的功能並不是讓使用者變身，而是基因的保存、修復以及再現基因的能力。)
Omnitrix的基本結構包括一個軟質護腕和一個機芯，外形像腕錶或護腕。機芯頂端有一個螢幕，螢幕邊緣有一個可拆卸的環（無限接收器）。第一代Omnitrix上有四個發光按鈕，後來的版本取消了這些按鈕。
護腕上有一個發光的啟動鍵，佩戴在左手時，啟動鍵對著使用者。護腕會根據使用者的身材自動調整，並在下方附有阿茲米斯的遺傳標記，用來搜尋其他標記的位置。
每個Omnitrix螢幕上都有一個沙漏圖案，這也是阿茲米斯母星基地和天工會的標誌。
Omnitrix會緊緊固定在佩戴者身上，只有用專門設備或語音指令才能移除，但有時設計缺陷可能讓它被徒手取下。
Omnitrix 其實除了手錶樣式外，還有數種不同樣式，以配合不同的使用者，當然，這可能需要校準。
Omnitrix的使用者無法調用屬於自己種族的遺傳物質。
Omnitrix 所變身的型態都是當下變身種族在沒有任何基因突變和缺陷下發育最健康的狀態。
變身時，Omnitrix 會把該選定物種的基礎基因與使用者的外貌、性別、年齡階段進行變身。

## 相關連結
- （中文）本節目官方網站
- （英文）本節目官方網站
- （中文）Ben 10遊戲